# Bradford Odeon

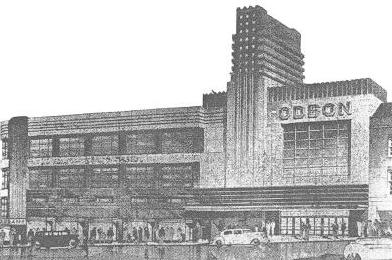
El edificio en 1937.

Bradford Odeon fue una sala de cine perteneciente a la empresa Odeon Cinemas en la ciudad de Bradford, Reino Unido.
Fue inaugurado en 1938 y bombardeado durante la Segunda Guerra Mundial, posteriormente fue reconstruido y se cerró en 1969.